# Tschernootschene
Tschernootschene (bulgarisch: Черноочене, türkisch: Karagözler, engl.: Chernoochene, wörtlich: „schwarze Augen“) ist ein Dorf in der Oblast Kardschali in Südbulgarien. Der Ort ist administratives Zentrum der gleichnamigen Gemeinde.

## Lage
Die Gemeinde Tschernootschene liegt ganz im nördlichen Bereich der Oblast Kardschali, an der Grenze zur Oblast Smoljan, zur Oblast Plowdiw und zur Oblast Chaskowo.

## Gemeindegliederung
Die Gemeinde Tschernootschene (bulg. Община Черноочене) mit einer Fläche von 339 km² gliedert sich in folgenden 51 Dörfern.
Siedlungen in der Gemeinde Tschernootschene:
| - Bakalite - Barsa reka - Bedrowo - Beli wir - Besnurka - Beswodno - Borowsko - Boschurzi - Bosiliza - Bostanzi - Daskalowo - Djadowsko - Draganowo (Oblast Kardschali) - Duschka (Dorf) - Gabrowo (Oblast Kardschali) - Jabaltscheni - Jaworowo (Oblast Kardschali) - Jontschowo - Kableschkowo (Oblast Kardschali) - Kanjak - Komuniga - Kopitnik - Kuzowo - Ljaskowo (Oblast Kardschali) - Minsuchar - Murga (Dorf) - Nebeska - Notschewo - Nowi pasar (Dorf) - Nowoselischte - Panitschkowo - Patiza - Petelowo - Prjaporez (Oblast Kardschali) - Ptschelarowo (Oblast Kardschali) - Rusalina - Schelesnik (Oblast Kardschali) - Schenda (Dorf) - Schitniza (Oblast Kardschali) - Sokolite - Srednewo - Sredska - Straschniza - Swobodinowo - Tscherna niwa - Tschernootschene - Wasel - Wersko - Wodatsch - Wojnowo (Oblast Kardschali) - Woschdowo |

### Nachbargemeinden
Nachbargemeinden innerhalb der Oblast Kardschali sind südwestlich Ardino und südöstlich die Bezirkshauptstadt Kardschali.

## Sonstiges
Der Ort ist seit 2012 Namensgeber für den Tschernootschene-Gletscher im Grahamland auf der Antarktischen Halbinsel.